# Абжанов, Ханкельды Махмутович
Ханкельды (Хангельды) Махмутович Абжанов (каз. Ханкелді Махмұтұлы Әбжанов; род. 11 октября 1953, Жанаарка, Улытауская область) — советский казахский историк, доктор исторических наук, профессор Евразийского национального университета имени Л. Н. Гумилёва и Казахского национального педагогического университета имени Абая, действительный член Национальной академии наук Казахстана, директор Института истории и этнологии имени Ч. Ч. Валиханова (2011—2017), специалист по истории Казахстана.

## Биография
Родился 11 октября 1953 года в посёлке Атасу Жанааркинского района Карагандинской области в семье служащего. В 1971 году окончил Актаускую среднюю школу.
В 1971—1976 годах обучался на историческом факультете Казахского государственного университета (КазГУ), окончил с отличием. В 1976 году являлся преподавателем кафедры философии и научного коммунизма Целиноградского инженерно-строительного института. В 1977—1979 годах являлся преподавателем кафедры истории в КазГУ.
В 1979—1993 годах работал в Институт истории, археологии и этнографии Академии наук Казахской ССР (сейчас Институт истории и этнологии имени Ч. Ч. Валиханова), занимал должности старшего лаборанта, младшего научного сотрудника, старшего научного сотрудника, докторанта и заведующего отделом. В 1983 году под руководством Р. Б. Сулейменова защитил диссертацию «Рост кадров сельской интеллигенции Казахстана и ее роль в условиях развитого социализма (1961—1980)» и получил учёную степень кандидата исторических наук. В 1992 году защитил диссертацию «Сельская интеллигенция Казахстана: исторический опыт формирования и социальной практики (1946—1985 годы)» и получил учёную степень доктора исторических наук.
В 1993—1999 годах являлся заведующем кафедрой историографии и источниковедения Казахского национального педагогического университета (КазНПУ) имени Абая.
В 1999—2009 годах работал в Евразийском национальном университете (ЕНУ) имени Л. Н. Гумилёва, занимал должности заведующего кафедрой и заместителя руководителя научного центра «Евразия». В 2009 году получил учёное звание профессора.
В 2009—2011 годах являлся первым заместителем директора Института истории государства. В 2011—2017 годах являлся директором Института истории и этнологии имени Ч. Ч. Валиханова. В 2013 году избран членом-корреспондентом Национальной академии наук Казахстана, в 2017 году — действительным членом.
В 2017—2023 годах являлся директором Института гуманитарных исследований «Духовное возрождение» Казахского национального аграрного исследовательского университета. С 2023 года вновь работает в КазНПУ, является профессором кафедры истории.

## Деятельность
Основные направления научных исследований: история казахской интеллигенции и культуры, история казахской государственности, методология исторических исследований, казахская национальная идея, движение «Алаш», история независимого Казахстана.
Автор более 1000 научных и научно-популярных статей, 15 монографий, учебников и учебных пособий. Председатель диссертационных советов в КазНПУ (1996—1999) и ЕНУ (2000—2003). Под руководством Борубаева защищены 15 докторских и более 40 кандидатский диссертаций. Являлся главным редактором научного журнала «Отан тарихы».
Председатель экспертного совета по историческим наукам Комитета по контролю качества образования и науки Министерства образования и науки Казахстана. Член комиссии по ономастике при правительстве Казахстана (2005—2018). Член комиссии по полной реабилитации жертв политических репрессий 1920-х — 1950-х годов. Член Национальной комиссии Казахстана по делам ЮНЕСКО и ИСЕСКО. Заместитель председателя Национального конгресса историков Казахстана.

## Награды
- Нагрудный знак «За заслуги в развитии науки Казахстана» (2003)[2]
- Звание «Лучший преподаватель ВУЗа» (2009)[2]
- Юбилейные медали «Астане 10 лет» (2008), «Астане 20 лет» (2018) и «20 лет независимости Казахстана» (2011)[2]
- Почётный профессор Атырауского государственного университета имени Х. Досмұхамедова и университета А. Бокейхана[2]
- Медаль «Народной революции — 90» (Монголия, 2013)[2]